# Cupa Cupelor 1995-1996
Sezonul 1995-1996 al Cupei Cupelor a fost câștigat de Paris Saint-Germain, care a învins-o în finală pe Rapid Viena.

## Calificări
| Echipa 1         | Scor gen.   | Echipa 2          | Tur     | Retur      |
| ---------------- | ----------- | ----------------- | ------- | ---------- |
| Tiligul Tiraspol | 2–3         | Sion              | 0–0     | 2–3        |
| Vác FC Samsung   | 2–4         | Sileks            | 1–1     | 1–3        |
| TPS              | 1–3         | KS Teuta          | 1–0     | 0–3        |
| Vaduz            | 1–14        | Hradec Králové    | 0–5     | 1–9        |
| APOEL            | 3–0         | PFC Neftchi       | 3–0     | 0–0        |
| Wrexham          | 0–1         | Petrolul Ploiești | 0–0     | 0–1        |
| Valletta         | 2–5         | Inter Bratislava  | 0–0     | 2–5        |
| Șahtar Donețk    | 5–1         | Linfield          | 4–1     | 1–0        |
| Žalgiris Vilnius | 3–2         | Mura              | 2–0     | 1–2        |
| GKS Katowice     | 2–2 (4–5 p) | Ararat Yerevan    | 2–0     | 0–2 (d.p.) |
| FK Obilić        | 2–3         | Dinamo Batumi     | 0–1     | 2–2        |
| Derry City       | 1–2         | Lokomotiv Sofia   | 1–0     | 0–2        |
| Maccabi Haifa    | 6–3         | KÍ Klaksvík       | 4–0     | 2–3        |
| Dinamo-93 Minsk  | 2–3         | Molde             | 1–1     | 1–2        |
| CS Grevenmacher  | 3–4         | KR Reykjavík      | 3–2     | 0–2        |
| DAG-Liepaya      | 3–0         | Lantana Tallinn   | 3–0 (f) | 0–0        |

### Prima manșă
| Tiligul Tiraspol | 0–0 | Sion |
| ---------------- | --- | ---- |
|                  |     |      |

| Vác FC Samsung | 1–1 | Sileks       |
| -------------- | --- | ------------ |
| Romanek 90'    |     | Micevski 58' |

| TPS         | 1–0 | KS Teuta |
| ----------- | --- | -------- |
| Wallden 31' |     |          |

| Vaduz | 0–5 | Hradec Králové                           |
| ----- | --- | ---------------------------------------- |
|       |     | Černý 15' Samec 32', 50', 59' Ptáček 37' |

| APOEL                         | 3–0 | PFC Neftchi |
| ----------------------------- | --- | ----------- |
| Andoniou 18' Ioannou 44', 66' |     |             |

| Wrexham | 0–0 | Petrolul Ploiești |
| ------- | --- | ----------------- |
|         |     |                   |

| Valletta | 0–0 | Inter Bratislava |
| -------- | --- | ---------------- |
|          |     |                  |

| Șahtar Donețk                          | 4–1 | Linfield  |
| -------------------------------------- | --- | --------- |
| Atelkin 10' Matveyev 19' Orbu 28', 90' |     | Ewing 47' |

| Žalgiris Vilnius               | 2–0 | Mura |
| ------------------------------ | --- | ---- |
| Baltušnikas 53' Tereškinas 67' |     |      |

| GKS Katowice          | 2–0 | Ararat Yerevan |
| --------------------- | --- | -------------- |
| Bilski 26' Karwan 29' |     |                |

| FK Obilić | 0–1 | Dinamo Batumi  |
| --------- | --- | -------------- |
|           |     | Machutadze 70' |

| Derry City  | 1–0 | Lokomotiv Sofia |
| ----------- | --- | --------------- |
| McCourt 43' |     |                 |

| Maccabi Haifa                    | 4–0 | KÍ Klaksvík |
| -------------------------------- | --- | ----------- |
| Mizrahi 9', 36', 84' Shitrit 68' |     |             |

| Dinamo-93 Minsk | 1–1 | Molde         |
| --------------- | --- | ------------- |
| Lobanov 36'     |     | Solskjaær 85' |

| Grevenmacher                     | 3–2 | KR Reykjavík              |
| -------------------------------- | --- | ------------------------- |
| Jungblut 7', 53' Alves Silva 58' |     | Bibercić 49' Egilsson 82' |

| DAG-Liepaya  | 3–0 | Lantana Tallinn            |
| ------------ | --- | -------------------------- |
| Dobrecovs 5' |     | Lapsa 33' Movko 67' (o.g.) |

DAG-Liepaya awarded 3–0, due to Lantana Tallinn fielding an ineligible jucătorul competiției, Andrei Borissov. The score at the moment was 1–2.

### A doua manșă
| KR Reykjavík           | 2–0 | Grevenmacher |
| ---------------------- | --- | ------------ |
| Bibercić 44' Porča 68' |     |              |

KR Reykjavík s-a calificat cu scorul general de 4–2.
| Sion                          | 3–2 | Tiligul Tiraspol       |
| ----------------------------- | --- | ---------------------- |
| Moser 22' Herr 28' Bonvin 44' |     | Oprea 79' Popovich 90' |

Sion s-a calificat cu scorul general de 3–2.
| Sileks                    | 3–1 | Vác FC Samsung |
| ------------------------- | --- | -------------- |
| Memedi 15', 67' Borov 36' |     | Borgulya 20'   |

Sileks s-a calificat cu scorul general de 3–2.
| KS Teuta                   | 3–0 | TPS |
| -------------------------- | --- | --- |
| Vila 9' Koça 19' Bushi 55' |     |     |

KS Teuta s-a calificat cu scorul general de 3–1.
| Hradec Králové                                                                        | 9–1 | Vaduz      |
| ------------------------------------------------------------------------------------- | --- | ---------- |
| Samec 4', 10', 30', 54' Urban 15', 77' (pen.) Vrábel 37' Smarda 50' (pen.) Ptáček 64' |     | Ritter 28' |

Hradec Králové s-a calificat cu scorul general de 14–1.
| PFC Neftchi | 0–0 | APOEL |
| ----------- | --- | ----- |
|             |     |       |

APOEL s-a calificat cu scorul general de 3–0.
| Petrolul Ploiești | 1–0 | Wrexham |
| ----------------- | --- | ------- |
| Parlog 60'        |     |         |

Petrolul Ploiești s-a calificat cu scorul general de 1–0.
| Inter Bratislava                                  | 5–2 | Valletta            |
| ------------------------------------------------- | --- | ------------------- |
| Rupec 10' Tomko 14', 57' Greguska 78' Landerl 85' |     | Dončić 60' Zarb 83' |

Inter Bratislava s-a calificat cu scorul general de 5–2.
| Linfield | 0–1 | Șahtar Donețk   |
| -------- | --- | --------------- |
|          |     | Voskoboinik 85' |

Șahtar Donețk s-a calificat cu scorul general de 5–1.
| Mura                    | 2 – 1 | Žalgiris Vilnius |
| ----------------------- | ----- | ---------------- |
| Kokol 11' Alihodžić 89' |       | Vencevičius 72'  |

Žalgiris Vilnius s-a calificat cu scorul general de 3–2.
| Ararat Yerevan                                          | 2–0 (d.p.) | GKS Katowice                                        |
| ------------------------------------------------------- | ---------- | --------------------------------------------------- |
| Gspeyan 23' Tonoyan 26'                                 |            |                                                     |
| Gspeyan · Shahgeldyan · Harutyunyan · Nigoyan · Tonoyan | 5–4        | Węgrzyn · Pawłuszek · Świerczewski · Ledwoń · Jojko |

2–2. Ararat Yerevan s-a calificat cu scorul general de la penaltiuri.
| Dinamo Batumi             | 2–2 | FK Obilić            |
| ------------------------- | --- | -------------------- |
| Machutadze 59' Mujiri 80' |     | Šarac 8' Popović 33' |

Dinamo Batumi s-a calificat cu scorul general de 3–2.
| Lokomotiv Sofia         | 2–0 | Derry City |
| ----------------------- | --- | ---------- |
| Slavchev 5' Hvoinev 29' |     |            |

Lokomotiv Sofia s-a calificat cu scorul general de 2–1.
| KÍ Klaksvík             | 3–2 | Maccabi Haifa          |
| ----------------------- | --- | ---------------------- |
| Danielsen 54', 61', 71' |     | Revivo 32' Shitrit 83' |

Maccabi Haifa s-a calificat cu scorul general de 6–3.
| Molde                   | 2–1 | Dinamo-93 Minsk |
| ----------------------- | --- | --------------- |
| Solskjær 4' Stavrum 68' |     | Skripchenko 20' |

Molde s-a calificat cu scorul general de 3–2.
| Lantana Tallinn | 0–0 | DAG-Liepaya |
| --------------- | --- | ----------- |
|                 |     |             |

DAG-Liepaya s-a calificat cu scorul general de 3–0.

## Prima rundă
| Echipa 1                 | Scor gen. | Echipa 2            | Tur | Retur |
| ------------------------ | --------- | ------------------- | --- | ----- |
| Žalgiris Vilnius         | 2–3       | Trabzonspor         | 2–2 | 0–1   |
| APOEL                    | 0–8       | Deportivo La Coruña | 0–0 | 0–8   |
| Inter Bratislava         | 1–5       | Real Zaragoza       | 0–2 | 1–3   |
| Club Brugge              | 2–1       | Șahtar Donețk       | 1–0 | 1–1   |
| Lokomotic Sofia          | 3–3 (a)   | Halmstad            | 3–1 | 0–2   |
| KS Teuta                 | 0–4       | Parma               | 0–2 | 0–2   |
| Molde                    | 2–6       | Paris Saint-Germain | 2–3 | 0–3   |
| Dinamo Batumi            | 2–7       | Celtic              | 2–3 | 0–4   |
| Borussia Mönchengladbach | 6–2       | Sileks              | 3–0 | 3–2   |
| AEK Atena                | 4–2       | Sion                | 2–0 | 2–2   |
| KR Reykjavík             | 3–6       | Everton             | 2–3 | 1–3   |
| DAG-Liepaya              | 0–13      | Feyenoord           | 0–7 | 0–6   |
| Dinamo Moscova           | 4–1       | Ararat Yerevan      | 3–1 | 1–0   |
| Hradec Králové           | 7–2       | Copenhaga           | 5–0 | 2–2   |
| Sporting CP              | 4–0       | Maccabi Haifa       | 4–0 | 0–0   |
| Rapid Viena              | 3–1       | Petrolul Ploiești   | 3–1 | 0–0   |

### Prima manșă
| Žalgiris Vilnius            | 2–2 | Trabzonspor             |
| --------------------------- | --- | ----------------------- |
| Tereškinas 6' Mikulenas 53' |     | Arveladze 24' Ercan 67' |

| APOEL | 0–0 | Deportivo La Coruña |
| ----- | --- | ------------------- |
|       |     |                     |

| Inter Bratislava | 0–2 | Real Zaragoza                 |
| ---------------- | --- | ----------------------------- |
|                  |     | Morientes 42' Luis Celada 60' |

| Club Brugge | 1–0 | Șahtar Donețk |
| ----------- | --- | ------------- |
| Špehar 86'  |     |               |

| Lokomotiv Sofia                         | 3–1 | Halmstad     |
| --------------------------------------- | --- | ------------ |
| Marinov 40' Petkov 43' (pen.) Donev 57' |     | Svensson 33' |

| KS Teuta | 0–2 | Parma         |
| -------- | --- | ------------- |
|          |     | Zola 72', 85' |

| Molde                    | 2–3 | Paris Saint-Germain                              |
| ------------------------ | --- | ------------------------------------------------ |
| Solskjær 56' Stavrum 82' |     | Le Guen 72' Djorkaeff 78' (pen.) Dely Valdés 84' |

| Dinamo Batumi             | 2–3 | Celtic                 |
| ------------------------- | --- | ---------------------- |
| Machutadze 8' Tugushi 62' |     | Thom 21', 86' Boyd 40' |

| Borussia Mönchengladbach               | 3–0 | Sileks |
| -------------------------------------- | --- | ------ |
| Pflipsen 5' Effenberg 19' Klinkert 88' |     |        |

| AEK Atena                | 2–0 | Sion |
| ------------------------ | --- | ---- |
| Vlachos 45' Borbokis 70' |     |      |

| KR Reykjavík             | 2–3 | Everton                              |
| ------------------------ | --- | ------------------------------------ |
| Bibercić 37', 68' (pen.) |     | Limpar 22' Unsworth 57' Amokachi 87' |

| DAG-Liepaya | 0–7 | Feyenoord                                                           |
| ----------- | --- | ------------------------------------------------------------------- |
|             |     | Larsson 2' Blinker 46', 58', 62' Trustfull 60' Koeman 77' Obiku 89' |

| Dinamo Moscova                  | 3–1 | Ararat Yerevan |
| ------------------------------- | --- | -------------- |
| Teryokhin 45', 89' Safronov 73' |     | Stepanyan 70'  |

| Hradec Králové                                | 5–0 | Copenhaga |
| --------------------------------------------- | --- | --------- |
| Samec 32', 78' Hynek 39' Černý 52' Ptáček 89' |     |           |

| Sporting CP                       | 4–0 | Maccabi Haifa |
| --------------------------------- | --- | ------------- |
| Barbosa 8', 10', 48' Sá Pinto 88' |     |               |

| Rapid Viena                 | 3–1 | Petrolul Ploiești |
| --------------------------- | --- | ----------------- |
| Barisic 44', 89' Ivanov 59' |     | Toader 65'        |

### A doua manșă
| Trabzonspor   | 1–0 | Žalgiris Vilnius |
| ------------- | --- | ---------------- |
| Mandıralı 38' |     |                  |

Trabzonspor s-a calificat cu scorul general de 3–2.
| Deportivo La Coruña                                                           | 8–0 | APOEL |
| ----------------------------------------------------------------------------- | --- | ----- |
| Bebeto 17', 22', 45' Radchenko 26', 68' Begiristain 43' Donato 61' Aldana 80' |     |       |

Deportivo La Coruña s-a calificat cu scorul general de 8–0.
| Real Zaragoza                          | 3–1 | Inter Bratislava    |
| -------------------------------------- | --- | ------------------- |
| Poyet 12' Paquete Higuera 64' Dani 71' |     | Obšitník 77' (pen.) |

Real Zaragoza s-a calificat cu scorul general de 5–1.
| Șahtar Donețk   | 1–1 | Club Brugge |
| --------------- | --- | ----------- |
| Voskoboinik 61' |     | Stanić 61'  |

Club Brugge s-a calificat cu scorul general de 2–1.
| Halmstad                          | 2–0 | Lokomotiv Sofia |
| --------------------------------- | --- | --------------- |
| R. Andersson 22' T. Andersson 77' |     |                 |

3–3. Halmstad s-a calificat cu scorul general de datorită regulii golului marcat în deplasare..
| Parma                | 2–0 | KS Teuta |
| -------------------- | --- | -------- |
| Melli 8' Inzaghi 90' |     |          |

Parma s-a calificat cu scorul general de 4–0.
| Paris Saint-Germain         | 3–0 | Molde |
| --------------------------- | --- | ----- |
| Nouma 9', 14' Djorkaeff 80' |     |       |

Paris Saint-Germain s-a calificat cu scorul general de 6–2.
| Celtic                                | 4–0 | Dinamo Batumi |
| ------------------------------------- | --- | ------------- |
| Thom 18', 21' Donnelly 47' Walker 89' |     |               |

Celtic s-a calificat cu scorul general de 7–2.
| Sileks                   | 2–3 | Borussia Mönchengladbach             |
| ------------------------ | --- | ------------------------------------ |
| Memedi 51' Boškovski 62' |     | Effenberg 29' Dahlin 52' Nielsen 76' |

Borussia Mönchengladbach s-a calificat cu scorul general de 6–2.
| Sion                     | 2–2 | AEK Atena                |
| ------------------------ | --- | ------------------------ |
| Bonvin 20' Giallanza 84' |     | Ketsbaia 82' Batista 87' |

AEK Atena s-a calificat cu scorul general de 4–2.
| Everton                          | 3–1 | KR Reykjavík   |
| -------------------------------- | --- | -------------- |
| Stuart 57' Grant 66' Rideout 88' |     | Daníelsson 22' |

Everton s-a calificat cu scorul general de 6–3.
| Feyenoord                                                   | 6–0 | DAG-Liepaya |
| ----------------------------------------------------------- | --- | ----------- |
| Heus 38' (pen.) Taument 44' Obiku 56', 62', 63' Gláucio 61' |     |             |

Feyenoord s-a calificat cu scorul general de 13–0.
| Ararat Yerevan | 0–1 | Dinamo Moscova |
| -------------- | --- | -------------- |
|                |     | Teryokhin 65'  |

Dinamo Moscova s-a calificat cu scorul general de 4–1.
| Copenhaga             | 2–2 | Hradec Králové       |
| --------------------- | --- | -------------------- |
| Tengstedt 27' Tur 72' |     | Urbánek 9' Rehák 11' |

Hradec Králové s-a calificat cu scorul general de 7–2.
| Maccabi Haifa | 0–0 | Sporting CP |
| ------------- | --- | ----------- |
|               |     |             |

Sporting CP s-a calificat cu scorul general de 4–0.
| Petrolul Ploiești | 0–0 | Rapid Viena |
| ----------------- | --- | ----------- |
|                   |     |             |

Rapid Viena s-a calificat cu scorul general de 3–1.

## A doua rundă
| Echipa 1                 | Scor gen.   | Echipa 2            | Tur | Retur      |
| ------------------------ | ----------- | ------------------- | --- | ---------- |
| Trabzonspor              | 0–4         | Deportivo La Coruña | 0–1 | 0–3        |
| Real Zaragoza            | 3–1         | Club Brugge         | 2–1 | 1–0        |
| Halmstad                 | 3–4         | Parma               | 3–0 | 0–4        |
| Paris Saint-Germain      | 4–0         | Celtic              | 1–0 | 3–0        |
| Borussia Mönchengladbach | 5–1         | AEK Atena           | 4–1 | 1–0        |
| Dinamo Moscova           | 1–1 (3–1 p) | Hradec Králové      | 1–0 | 0–1        |
| Sporting CP              | 2–4         | Rapid Viena         | 2–0 | 0–4 (d.p.) |
| Everton                  | 0–1         | Feyenoord           | 0–0 | 0–1        |

### Prima manșă
| Trabzonspor | 0–1 | Deportivo La Coruña |
| ----------- | --- | ------------------- |
|             |     | Donato 61'          |

| Real Zaragoza              | 2–1 | Club Brugge         |
| -------------------------- | --- | ------------------- |
| Aragón 28' (pen.) Dani 34' |     | Staelens 73' (pen.) |

| Halmstad                             | 3–0 | Parma |
| ------------------------------------ | --- | ----- |
| Gudmundsson 7', 31' R. Andersson 75' |     |       |

| Paris Saint-Germain | 1–0 | Celtic |
| ------------------- | --- | ------ |
| Djorkaeff 76'       |     |        |

| Borussia Mönchengladbach                 | 4–1 | AEK Atena     |
| ---------------------------------------- | --- | ------------- |
| Dahlin 50', 90' Pflipsen 55' Wynhoff 66' |     | Maladenis 78' |

| Everton | 0–0 | Feyenoord |
| ------- | --- | --------- |
|         |     |           |

| Dinamo Moscova | 1–0 | Hradec Králové |
| -------------- | --- | -------------- |
| Kuznetsov 57'  |     |                |

| Sporting CP                | 2–0 | Rapid Viena |
| -------------------------- | --- | ----------- |
| Naybet 14' Paulo Alves 25' |     |             |

### A doua manșă
| Deportivo La Coruña        | 3–0 | Trabzonspor |
| -------------------------- | --- | ----------- |
| Donato 22' Bebeto 38', 80' |     |             |

Deportivo La Coruña s-a calificat cu scorul general de 4–0.
| Club Brugge | 0–1 | Real Zaragoza |
| ----------- | --- | ------------- |
|             |     | Dani 90'      |

Real Zaragoza s-a calificat cu scorul general de 3–1.
| Parma                                             | 4–0 | Halmstad |
| ------------------------------------------------- | --- | -------- |
| Inzaghi 2' Baggio 38' Stoichkov 53' Benarrivo 69' |     |          |

Parma s-a calificat cu scorul general de 4–3.
| Celtic | 0–3 | Paris Saint-Germain     |
| ------ | --- | ----------------------- |
|        |     | Loko 36', 42' Nouma 68' |

Paris Saint-Germain s-a calificat cu scorul general de 4–0.
| AEK Atena | 0–1 | Borussia Mönchengladbach |
| --------- | --- | ------------------------ |
|           |     | Effenberg 70'            |

Borussia Mönchengladbach s-a calificat cu scorul general de 5–1.
| Feyenoord   | 1–0 | Everton |
| ----------- | --- | ------- |
| Blinker 39' |     |         |

Feyenoord s-a calificat cu scorul general de 1–0.
| Hradec Králové                  | 1–0 (d.p.) | Dinamo Moscova                         |
| ------------------------------- | ---------- | -------------------------------------- |
| Kaplan 14'                      |            |                                        |
| Drozd · Černý · Dzubara · Holub | 1–3        | Kobelev · Teryokhin · Samatov · Kovtun |

1–1. Dinamo Moscova s-a calificat cu scorul general de 3–1 la penaltiuri.
| Rapid Viena                                  | 4–0 (d.p.) | Sporting CP |
| -------------------------------------------- | ---------- | ----------- |
| Kühbauer 25' Stumpf 90+2', 105' Jancker 110' |            |             |

Rapid Viena s-a calificat cu scorul general de 4–2.

## Sferturi
| Echipa 1                 | Scor gen. | Echipa 2            | Tur | Retur |
| ------------------------ | --------- | ------------------- | --- | ----- |
| Deportivo La Coruña      | 2–1       | Real Zaragoza       | 1–0 | 1–1   |
| Parma                    | 2–3       | Paris Saint-Germain | 1–0 | 1–3   |
| Borussia Mönchengladbach | 2–3       | Feyenoord           | 2–2 | 0–1   |
| Dinamo Moscova           | 0–4       | Rapid Viena         | 0–1 | 0–3   |

### Prima manșă
| Deportivo La Coruña | 1–0 | Real Zaragoza |
| ------------------- | --- | ------------- |
| Fernández 70'       |     |               |

| Parma         | 1–0 | Paris Saint-Germain |
| ------------- | --- | ------------------- |
| Stoichkov 58' |     |                     |

| Borussia Mönchengladbach          | 2–2 | Feyenoord                        |
| --------------------------------- | --- | -------------------------------- |
| Wynhoff 5' Kastenmaier 42' (pen.) |     | Van Gastel 34' Koeman 45' (pen.) |

| Dinamo Moscova | 0–1 | Rapid Viena |
| -------------- | --- | ----------- |
|                |     | Stumpf 33'  |

### A doua manșă
| Real Zaragoza | 1–1 | Deportivo La Coruña |
| ------------- | --- | ------------------- |
| Morientes 37' |     | Bebeto 64'          |

Deportivo La Coruña s-a calificat cu scorul general de 2–1.
| Feyenoord     | 1–0 | Borussia Mönchengladbach |
| ------------- | --- | ------------------------ |
| Trustfull 83' |     |                          |

Feyenoord s-a calificat cu scorul general de 3–2.
| Paris Saint-Germain                | 3–1 | Parma     |
| ---------------------------------- | --- | --------- |
| Raí 9' (pen.), 69' (pen.) Loko 38' |     | Melli 26' |

Paris Saint-Germain s-a calificat cu scorul general de 3–2.
| Rapid Viena                        | 3–0 | Dinamo Moscova |
| ---------------------------------- | --- | -------------- |
| Jancker 49', 74' Stöger 61' (pen.) |     |                |

Rapid Viena s-a calificat cu scorul general de 4–0.

## Semifinale
| Echipa 1            | Scor gen. | Echipa 2            | Tur | Retur |
| ------------------- | --------- | ------------------- | --- | ----- |
| Deportivo La Coruña | 0–2       | Paris Saint-Germain | 0–1 | 0–1   |
| Feyenoord           | 1–4       | Rapid Viena         | 1–1 | 0–3   |

### Prima manșă
| Deportivo La Coruña | 0–1 | Paris Saint-Germain |
| ------------------- | --- | ------------------- |
|                     |     | Djorkaeff 90'       |

| Feyenoord         | 1–1 | Rapid Viena |
| ----------------- | --- | ----------- |
| Koeman 53' (pen.) |     | Jancker 66' |

### A doua manșă
| Paris Saint-Germain | 1–0 | Deportivo La Coruña |
| ------------------- | --- | ------------------- |
| Loko 58'            |     |                     |

Paris Saint-Germain s-a calificat cu scorul general de 2–0.
| Rapid Viena                | 3–0 | Feyenoord |
| -------------------------- | --- | --------- |
| Jancker 2', 34' Stumpf 32' |     |           |

Rapid Viena s-a calificat cu scorul general de 4–1.

## Finala
| Paris Saint-Germain | 1–0 | Rapid Viena |
| ------------------- | --- | ----------- |
| N'Gotty 28'         |     |             |

## Top golgheteri
Topul de golgheteri din 1995–96 sunt:
| Loc | Nume              | Echipă                   | Goluri |
| --- | ----------------- | ------------------------ | ------ |
| 1   | Petr Samec        | Hradec Králové           | 9      |
| 2   | Bebeto            | Deportivo La Coruña      | 6      |
| 2   | Carsten Jancker   | Rapid Viena              | 6      |
| 4   | Mihajlo Bibercić  | KR Reykjavík             | 4      |
| 4   | Regi Blinker      | Feyenoord                | 4      |
| 4   | Youri Djorkaeff   | Paris Saint-Germain      | 4      |
| 4   | Patrice Loko      | Paris Saint-Germain      | 4      |
| 4   | Michael Obiku     | Feyenoord                | 4      |
| 4   | Christian Stumpf  | Rapid Viena              | 4      |
| 4   | Andreas Thom      | Celtic                   | 4      |
| 11  | Pedro Barbosa     | Sporting CP              | 3      |
| 11  | Martin Dahlin     | Borussia Mönchengladbach | 3      |
| 11  | Dani              | Real Zaragoza            | 3      |
| 11  | Olgar Danielsen   | KÍ Klaksvík              | 3      |
| 11  | Donato            | Deportivo La Coruña      | 3      |
| 11  | Stefan Effenberg  | Borussia Mönchengladbach | 3      |
| 11  | Ronald Koeman     | Feyenoord                | 3      |
| 11  | Paata Machutadze  | Dinamo Batumi            | 3      |
| 11  | Nedžmedin Memedi  | Sileks                   | 3      |
| 11  | Alon Mizrahi      | Maccabi Haifa            | 3      |
| 11  | Pascal Nouma      | Paris Saint-Germain      | 3      |
| 11  | Milan Ptáček      | Hradec Králové           | 3      |
| 11  | Orlando Trustfull | Feyenoord                | 3      |